# Anshu Jamsenpa
Anshu Jamsenpa (Bomdila, West Kameng district, Arunachal Pradesh, Índia, 31 de desembre de 1979) és una muntanyenca india i la segona dona del món a escalar el cim de l'Everest dues vegades en una temporada i la primera en fer el cim el dues vegades en un estiu, en un termini de cinc dies. Ha estat també la doble ascensió més ràpida de la cresta més alta per part d'una dona. És de Bomdila, seu del districte de West Kameng, Arunachal Pradesh, l'estat que ocupa la posició més al nord-est de l'Índia.

## Les ascensions a l'Everest
Anshu Jamsenpa va coronar el Mont Everest per primera vegada el 12 de maig del 2011, i ho va intentar i aconseguir novament el 21 de maig d'aquell mateix any. Va tornar a pujar l'Everest el 2013. El 2017 Anshu Jamsenpa es va convertir en la primera dona del món a escalar el cim del Mont Everest dues vegades en una temporada en menys de cinc dies. És la doble ascensió més ràpida del cim més alt per part d'una dona. Aquesta va ser la seva cinquena ascensió, i d'aquesta manera es va convertir en la dona índia que més temps va escalar.
El 2 d'abril de 2017, després de ser beneïda el 14è Dalai Lama, va iniciar la seva 4a expedició d'escalada per l'Everest des de Guwahati. Va seguir un programa de 38 dies per a l'aclimatació al Camp Base de l'Everest, a 17.600 metres, i va començar el seu viatge principal el 4 d'abril. El 16 de maig, a les 9.15 hores, juntament amb altres 17 escaladors, va pujar a la muntanya i va desenrotllar la Bandera Nacional Índia.
El 19 de maig d'aquell mateix any va començar la seva 5a expedició amb l'alpinista nepalesa Furi Sherpa. Va continuar pujant, gairebé sense cap pausa en l'excursió, fins a les 22 hores. L'endemà, de bon matí, va començar a escalar i va fer una breu pausa abans de la pujada al cim, i finalment va arribar a dalt de tot a les 7.45 hores, el 21 de maig de 2017. Aquesta vegada va trigar 118 hores i 15 minuts a acabar la seva 5a expedició.

## Reconeixements

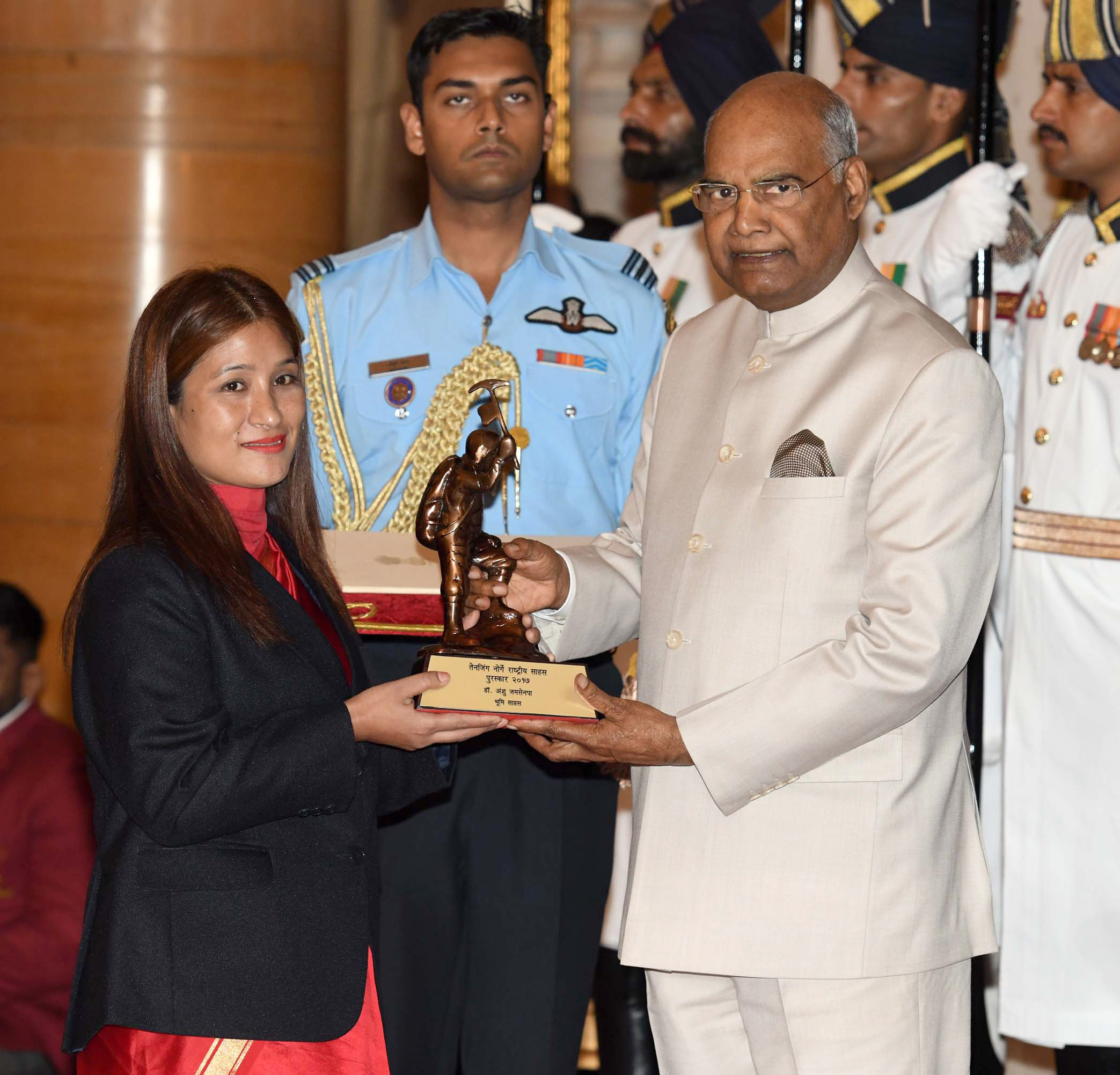
El president, Shri Ram Nath Kovind, entregant el Premi Nacional d'Aventura Tenzing Norgay, 2017 a Anshu Jamsenpa, en una cerimònia a Rashtrapati Bhavan, a Nova Delhi, el 25 de setembre de 2018

- Premi Nacional d'Aventura Tenzing Norgay 2017[9]
- Ambaixadora de la marca de Swachh Bharat Abhiyan
- Premi CNN-IBN Young Leader Award a Nova Delhi el 30 de juny de 2011.
- Woman Achiever de l'any 2011-12, per la Federació de Cambres de Comerç i Indústria Índia (FICCI) de Guwahati
- Premi Icona del Turisme 2015-16[10]
- Doctor honoris causa per la Universitat d'Estudis Arunachal

## Guinness World Records
Anshu Jamsenpa es va convertir en la primera persona d'Arunachal Pradesh a ser present al Guinness World Records, arribant a ser:
- La dona alpinista més ràpida del món a escalar el Mont Everest dues vegades en un termini de cinc dies.
- La primera dona del món a fer dues dobles ascensions al Mont Everest.
- La primera dona índia al món que va escalar el cim el Mont Everest 5 vegades.

## Pel·lícules i documentals
- Jamsenpa és l'actriu principal de la pel·lícula Crossing Bridges, que ha rebut el premi nacional de cinema del president de l'Índia.
- Jamsenpa ha aparegut en diversos canals de televisió nacionals, internacionals i regionals, estant present en populars programes de televisió en Discovery Channel, NDTV, TLC, etc.
- El documental biogràfic d'A. Jamsenpa ANSHU: Everest Calling es va projectar el primer dia del 12è ADDA Festival de Curtmetratges Guwahati, i posteriorment es projectà també, a l'Índia, en els festivals de cinema de tot el país.

## Vida personal
El seu marit, Tsering Wange -amb qui té dues filles, Pasang Droma i Tenzin Nyiddon- és el president de l'Associació Arunachal d'Alpinisme i Esports d'Aventura.